# Stadion Rujevica
Stadion Rujevica – stadion piłkarski w Rijece, w Chorwacji. Został wybudowany w latach 2014–2015. W 2017 roku dobudowano trybunę za północną bramką. Pojemność obiektu wynosi 8279 widzów. Swoje spotkania na stadionie rozgrywają piłkarze klubu HNK Rijeka, którzy wcześniej występowali na stadionie Kantrida; grywa tutaj także reprezentacja Chorwacji. Obiekt był również jedną z aren Mistrzostw Europy U-17 2017.